# Fred A. Busse
Fred A. Busse (3 de Março de 1866 – 9 de Julho de 1914) foi o prefeito de Chicago, no estado norte-americano de Illinois, de 1907 a 1911.

## Biografia
Busse tornou-se um líder local Republicano, primeiro eleito a Câmara dos Representantes de Illinois em 1894 e novamente em 1896. Em 1898, Busse foi eleito ao Senado de Illinois. Ele então serviu como tesoureiro do estado de Illinois a partir de 1902. Em 1905, o Presidente Theodore Roosevelt nomeou-o chefe do correio de Chicago, uma posição política naquela época (veja a História da SPEU. Venceu a eleição para prefeito em 1907 contra o incumbente Democrata Edward F. Dunne. No ramo, Busse foi Secretário e Tesoureiro da Companhia de Carvão Northwestern até 1905.
O mandato da prefeitura de Busse é conhecida por sua extensa corrupção e presença do crime organizado na cidade. A passividade de Busse diante da crescente preocupação popular resultaram na formação de várias organizações que opuseram-se ao crime e desejavam acabar com o governo da cidade. A imagem de Busse foi usada por pelo menos um dono de bordel para promover seus negócios. Durante a reformação, tanto política quanto moral, começava a aparecer em Chicago e Busse observou: "Eles não precisam de ninguém me investigando. Sempre podem me levar a qualquer noite no bar J.C. Murphy, na Clark Street e na North Avenue". Em 1907, a pressão era forte o suficiente para que Busse fosse forçado a nomear uma vice-comissão, embora a comissão não tenha publicado um relatório até que Busse estivesse destituído.
Como prefeito, Busse era um forte defensor do Plano de Chicago.
Morreu no dia 9 de Julho de 1914 de doença cardiovascular aos 48 anos em Chicago, Illinois. Foi sepultado no Cemitério Graceland.